# Зіра (футбольний клуб)
Футбольний клуб «Зіра» (азерб. «Zirə» Futbol Klubu) — азербайджанський футбольний клуб із однойменного селища Зіри, заснований 2014 року. З 2015 року виступає в азербайджанській Прем'єр-лізі.

## Досягнення
Чемпіонат Азербайджану:
- Срібний призер (2): 2016, 2024, 2025

Кубок Азербайджану:
- Фіналіст кубка (2): 2022, 2024